# Роланд Нільссон
Ро́ланд Ні́льссон (швед. Roland Nilsson, нар. 27 листопада 1963, Гельсінборг, Сконе, Швеція) — шведський футболіст, що грав на позиції захисника. По завершенні ігрової кар'єри — тренер.

## Клубна кар'єра
Народився 27 листопада 1963 року в місті Гельсінборг. Вихованець футбольної школи клубу «Гельсінгборг». Дорослу футбольну кар'єру розпочав 1981 року в основній команді того ж клубу, в якій провів два сезони, взявши участь у 38 матчах чемпіонату.
Своєю грою за цю команду привернув увагу представників тренерського штабу клубу «Гетеборг», до складу якого приєднався 1983 року. Відіграв за команду з Гетеборга наступні шість сезонів своєї ігрової кар'єри. Більшість часу, проведеного у складі «Гетеборга», був основним гравцем захисту команди.
Згодом з 1989 по 2001 рік грав у складі команд клубів «Шеффілд Венсдей», «Гельсінгборг» та «Ковентрі Сіті».
Завершив професійну ігрову кар'єру у клубі «Ковентрі Сіті», у складі якого протягом 2001—2002 років був граючим тренером.

## Виступи за збірну
1986 року дебютував в офіційних матчах у складі національної збірної Швеції. Протягом кар'єри у національній команді, яка тривала 15 років, провів у формі головної команди країни 113 матчів, забивши 2 голи.
У складі збірної був учасником чемпіонату Європи 1992 року у Швеції, чемпіонату світу 1994 року у США, на якому команда здобула бронзові нагороди, а також чемпіонату Європи 2000 року у Бельгії та Нідерландах.

## Кар'єра тренера
Розпочав тренерську кар'єру, ще продовжуючи грати на полі, 2001 року, очоливши тренерський штаб клубу «Ковентрі Сіті».
Протягом 2002—2007 років тренував шведський ГАІС, після чого у 2008 очолив тренерський штаб «Мальме», з яким 2010 року виграв чемпіонат Швеції, завдяки чому був визнаний найкращим шведським тренером року.
Наразі останнім місцем тренерської роботи був клуб «Копенгаген», команду якого Роланд Нільссон очолював як головний тренер з 2011 по 2012 рік.
2014 року пристав на пропозицію Шведського футбольного союзу очолити тренерський штаб юнацької збірної Швеції (U-17). Під його керівництвом команда кваліфікувалася до фінальної частини юнацького Євро-2016, на якому шведи вибули на стадії чвертьфіналів.
Згодом протягом 2017–2020 років тренував молодіжну збірну Швеції, після чого повернувся до роботи на клубному рівні —
у 2020–2021 роках працював із командою «Гетеборга».

## Титули і досягнення

### Як гравця
- Володар Кубка УЄФА (1):

«Гетеборг»: 1986–87
- Чемпіон Швеції з футболу (4):

«Гетеборг»: 1983, 1984, 1987
«Гельсінгборг»: 1999
- Володар Кубка Футбольної ліги (1):

«Шеффілд Венсдей»: 1990–91
- Бронзовий призер чемпіонату світу: 1994

### Особисті
- Найкращий шведський футболіст року (1):

1996
- Найкращий шведський футбольний захисник року (2):

1996, 1999

### Як тренера
- Чемпіон Швеції з футболу (1):

«Мальме»: 2010